# Landsjön, Östergötland
Landsjön är en sjö i Norrköpings kommun i Östergötland och ingår i Söderköpingsåns huvudavrinningsområde. Sjön har en area på 0,367 kvadratkilometer och ligger 36,1 meter över havet.

## Delavrinningsområde
Landsjön ingår i det delavrinningsområde (648697-151319) som SMHI kallar för Inloppet i Asplången. Medelhöjden är 49 meter över havet och ytan är 20,69 kvadratkilometer. Räknas de 3 avrinningsområdena uppströms in blir den ackumulerade arean 68,49 kvadratkilometer. Lillån som avvattnar avrinningsområdet har biflödesordning 3, vilket innebär att vattnet flödar genom totalt 3 vattendrag innan det når havet efter 23 kilometer. Avrinningsområdet består mestadels av skog (42 procent), öppen mark (13 procent) och jordbruk (39 procent). Avrinningsområdet har 0,35 kvadratkilometer vattenytor vilket ger det en sjöprocent på 1,7 procent.